# Rede de área local
Uma rede de área local (em inglês: local area network, sigla LAN) em computação consiste de uma rede de computadores utilizada na interconexão de equipamentos processadores, cuja finalidade é a troca de dados. Para ser mais preciso: é um conjunto de hardware e software que permite a computadores individuais estabelecerem comunicação entre si, trocando e compartilhando informações e recursos. Estas redes são denominadas locais por cobrirem uma área bem limitada, porém com o avanço tecnológico a LAN tem ultrapassado os 100 m de cobertura para se estender a uma área maior, como acontece em alguns institutos federais.

## Componentes de uma LAN

### Servidores
Servidores são computadores com alta capacidade de processamento e armazenamento que tem por função disponibilizar serviços, arquivos ou aplicações a uma rede. Como provedores de serviços, eles podem disponibilizar e-mail, hospedagem de páginas na internet, firewall, proxy, impressão, banco de dados, servir como controladores de domínio e muitas outras utilidades. Como servidores de arquivos, eles podem servir de depósito para que os utilizadores guardem os seus arquivos num local seguro e centralizado. E, finalmente, como servidores de aplicação, disponibilizar aplicações que necessitam de alto poder de processamento a máquinas com menor capacidade.

### Estações
As estações de trabalho, também chamadas de clientes, são geralmente computadores de mesa, portáteis ou PDAs, os quais são usados para acesso aos serviços disponibilizados pelo servidor, ou para executar tarefas locais. São máquinas que possuem um poder de processamento menor. Algumas vezes são usadas estações sem disco (diskless), as quais usam completamente os arquivos e programas disponibilizados pelo servidor—hoje estas estações são às vezes chamadas de thin clients, ou literalmente, clientes magros.

### Sistema operacional de rede
O sistema operacional de rede é um programa informático de controle da máquina que dá suporte à rede, sendo que existem 2 classes de sistema: sistema cliente e sistema servidor.
O sistema cliente possui características mais simples, voltadas para a utilização de serviços, enquanto que o sistema servidor possui uma maior quantidade de recursos, tais como serviços para serem disponibilizados aos clientes.
Os sistemas baseados em Unix são potencialmente clientes e servidores, sendo feita a escolha durante a instalação dos pacotes, enquanto que em sistemas Windows, existem versões clientes (Windows 2000 Professional, Windows XP) e versões servidores (Windows 2000 Server, Windows 2003 Server e Windows 2008 Server).

### Dispositivos de rede LAN
Dispositivos de rede, ou Hardware de rede, são os meios físicos necessários para a comunicação entre os componentes participantes de uma rede. São exemplos os concentradores, os roteadores, repetidores, gateways, os switchs, as bridges, as placas de rede e os pontos de acesso wireless.

### Protocolos de comunicação
Protocolo é a "linguagem" que os diversos dispositivos de uma rede utilizam para se comunicar. Para que seja possível a comunicação, todos os dispositivos devem falar a mesma linguagem, isto é, o mesmo protocolo. Pode ser designado conjunto de regras que tornam a comunicação acessível. Os protocolos mais usados atualmente são o TCP/IP, IPX/SPX e o NetBEUI.

## Topologia da rede

### Barramento
A topologia de barramento que utiliza o padrão IEEE 802.3 (Ethernet) tem um controle descentralizado, onde cada máquina transmite quando quiser e até ao mesmo tempo. Se os pacotes colidirem, cada computador aguardará um tempo aleatório e fará nova tentativa.

### Estrela
Na topologia de rede designada por rede em estrela, toda a informação deve passar obrigatoriamente por uma estação central inteligente, que deve conectar cada estação da rede e distribuir o tráfego para que uma estação não receba, indevidamente, dados destinados às outras.

### Anel
A topologia em anel utiliza bits que se propagam de modo independente, antes mesmo do pacote ser transmitido totalmente, percorrendo todo o anel. Quando o padrão IEEE 802.5 (Token Ring) é adotado, as máquinas realizam "turnos" no envio dos seus bits. Isso causa colisões nos acessos simultâneos.

## História
Na época anterior aos PCs, as empresas possuíam somente um computador central, os mainfraimes, com usuários acessando-os através de terminais utilizando um cabo simples de baixa velocidade. Redes tais como a Systems Network Architecture (SNA) da IBM estavam focadas em ligar terminais ou outros mainfraimes através de conexões dedicadas. Alguns desses terminais poderiam estar em locais remotos—o que daria origem a uma WANs.
A crescente demanda e uso de computadores em universidades e laboratórios de pesquisa no final da década de 1960 gerou a necessidade de fornecer interconexões de alta velocidade entre sistemas de computadores. Um relatório de 1970 do Lawrence Radiation Laboratory detalhando o crescimento de sua rede "Octopus" o que deu uma boa indicação da situação. No final dessa época foram criadas as primeiras LANs, que eram usadas para criar links de alta velocidade entre grandes computadores centrais em um determinado local. De muitos sistemas competidores criados nessa época a Ethernet, e ARCNET eram os mais populares.
O crescimento do CP/M e depois dos computadores pessoais baseados em DOS, proporcionaram que um único local pudesse ter dúzias e até centenas de computadores. A atração inicial das redes era geralmente compartilhar espaço em disco e impressoras à laser, os quais eram extremamente caros na época. Um entusiasmo maior com o conceito de LAN surgiu por volta de 1983, que foi declarado pela indústria de computadores como "o ano da LAN".
Na realidade, o conceito de LAN foi estragado devido à proliferação de camadas físicas e implementações de protocolos incompatíveis, assim como confusões em como melhor compartilhar recursos. Tipicamente, cada fabricante tinha seu próprio tipo de placa de rede, cabos, protocolos e sistema operacional de rede. Uma solução apareceu com o advento do Novell NetWare, o qual proporcionou suporte a mais de 40 tipos de placas de rede e cabos, e um sistema operacional muito mais sofisticado do que qualquer um dos competidores. O NetWare dominou as LANs dos computadores pessoais até a introdução do Microsoft Windows NT Advanced Server em 1993 e o Windows for Workgroups ("Windows para grupos de trabalho").
Dos competidores do NetWare, somente Banyan Vines tinha forças técnicas comparáveis, mas Banyan nunca obteve uma base segura. A Microsoft e a 3Com trabalharam juntas para criar um sistema operacional de rede simples o qual formou a base da 3Com 3+Share Microsoft Lan Manager e IBM Lan Server. Nenhum desses particularmente teve sucesso.
No mesmo período de tempo, computadores baseados em Unix estavam utilizando redes baseadas em TCP/IP, influenciando até hoje a tecnologia dessa área.